# Salāleh
Salāleh (persiska: سلاله) är en ort i Iran.   Den ligger i provinsen Ardabil, i den nordvästra delen av landet, 500 km nordväst om huvudstaden Teheran. Salāleh ligger 583 meter över havet och antalet invånare är 318.
Terrängen runt Salāleh är kuperad. Runt Salāleh är det ganska tätbefolkat, med 70 invånare per kvadratkilometer. Närmaste större samhälle är Germī, 16,6 km väster om Salāleh. Trakten runt Salāleh består till största delen av jordbruksmark.